# Bergs voetbalkampioenschap 1907/08
In 1907/08 werd het tweede Bergs voetbalkampioenschap gespeeld, dat georganiseerd werd door de West-Duitse voetbalbond. 
BV Solingen 98 werd kampioen en plaatste zich voor de West-Duitse eindronde. De club verloor in de eerste ronde van Casseler FV 95 met 8:1.

## 1. Klasse
| Plaats | Club               | Wed.           | W              | G              | V              | Saldo          | Ptn.           |
| ------ | ------------------ | -------------- | -------------- | -------------- | -------------- | -------------- | -------------- |
| 1.     | BV Solingen 98     | 7              | 6              | 0              | 1              | 27:8           | 12:2           |
| 2.     | SSV 1904 Elberfeld | 7              | 5              | 0              | 2              | 18:14          | 10:4           |
| 3.     | FC Velbert 1902    | 7              | 1              | 1              | 5              | 7:20           | 3:11           |
| 4.     | Cronenberger SC 02 | 7              | 0              | 1              | 6              | 2:12           | 1:13           |
| 5.     | BV Barmen          | Teruggetrokken | Teruggetrokken | Teruggetrokken | Teruggetrokken | Teruggetrokken | Teruggetrokken |

|  | Kampioen, geplaatst voor de eindronde            |
|  | Trok zich na dit seizoen terug uit de competitie |

## 2. Klasse

### Groep A
| Plaats | Club                | Wed.              | W                 | G                 | V                 | Saldo             | Ptn.              |
| ------ | ------------------- | ----------------- | ----------------- | ----------------- | ----------------- | ----------------- | ----------------- |
| 1.     | BC Gräfrath 03      | 4                 | 4                 | 0                 | 0                 | 18:05             | 08                |
| 2.     | BV Solingen 1898 II | 4                 | 1                 | 1                 | 2                 | 11:11             | 03:05             |
| 3.     | BV Schlagbaum       | 4                 | 0                 | 1                 | 3                 | 06:19             | 01:07             |
| 4.     | SC Solingen         | Gediskwalificeerd | Gediskwalificeerd | Gediskwalificeerd | Gediskwalificeerd | Gediskwalificeerd | Gediskwalificeerd |

|  | Geplaatst voor de finale                         |
|  | Trok zich na dit seizoen terug uit de competitie |

### Groep B
| Plaats | Club                    | Wed. | W | G | V | Saldo | Ptn.  |
| ------ | ----------------------- | ---- | - | - | - | ----- | ----- |
| 1.     | FC Barmen               | 4    | 4 | 0 | 0 | 12:06 | 08    |
| 2.     | FC Germania 1905 Hilden | 4    | 1 | 1 | 2 | 15:12 | 03:05 |
| 3.     | Remscheider FC 1906     | 4    | 0 | 1 | 3 | 05:14 | 01:07 |

|  | Geplaatst voor de finale                         |
|  | Trok zich na dit seizoen terug uit de competitie |

### Finale
De winnaar promoveerde.
|  |                |       |           |  |
|  | BC Gräfrath 03 | 5 – 1 | FC Barmen |  |
|  |                |       |           |  |